# American Type Culture Collection
L’American Type Culture Collection (ATCC) est une société privée américaine sans but lucratif, centre de ressources biologiques, dont la mission se concentre sur l'acquisition, l'authentification, la production, la conservation, le développement et la distribution de la norme de référence de micro-organismes, les lignées cellulaires et d'autres matériaux pour la recherche dans les sciences de la vie.
Créé en 1914, l'ATCC est devenu le leader mondial dans la recherche et le développement d'expertise pour l'identification, la caractérisation, de conservation et de distribution d'une large gamme de cellules les lignes et les microbes.

## Matériels biologiques
ATCC sert les chercheurs américains et internationaux par la caractérisation de lignées de cellules, bactéries, virus, champignons et de protozoaires, ainsi que le développement et l'évaluation de tests et de validation des techniques de recherche et de la préservation des ressources biologiques et la distribution de matériaux pour les secteurs public et privé de recherche. L'accent est mis sur la rentabilité des opérations et de l'étalonnage.
Les collections comprennent une large gamme de matériaux biologiques pour la recherche, y compris les lignées cellulaires, les outils de la génomique moléculaire, les micro-organismes et les bioproduits. L'organisation possède une collection de plus de 4 000 lignées cellulaires humaine, animales et végétales et 1 200 hybridomes supplémentaires. La collecte de la génomique moléculaire à l'ATCC contient 8 millions de gènes clonés à partir d'une multitude d'espèces, y compris l'homme, la souris, le soja, le rat, le singe, poisson zèbre et de plusieurs vecteurs de maladies. La collection de micro-organismes d'ATCC comprend une collection de plus de 18 000 souches de bactéries provenant de 900 genres différents, ainsi que de 2 000 différents types de virus animaux et 1 000 virus végétaux. En outre, ATCC conserve des collections de protozoaires, les levures et les champignons avec plus de 49 000 souches de levures et de champignons à partir de 1 500 genres et 2 000 souches de protistes.
ATCC est également en mesure de garantir de conserver des échantillons de matériaux brevetés et de les distribuer selon les instructions du détenteur du brevet, avec son accord. Le référentiel biologique ATCC fournit des services de gestion pour les institutions, organismes et entreprises qui souhaitent externaliser la gestion de leur propre collections de culture.

## Normes Biologiques
Les normes ATCC biologiques sont vitales pour assurer la fiabilité des résultats de la recherche, de la reproductibilité de l'expérimentation et de la cohérence dans la méthode scientifique. Les normes de l'ATCC peuvent aussi aider les scientifiques, dans un large éventail de secteurs, à assurer la sécurité et la qualité de leurs produits. Les réactifs ATCC sont cités comme des normes par les organismes fédéraux tels que la US Food and Drug Administration et le Département américain de l'Agriculture, ainsi que des organisations telles que l'AOAC International, le Clinical Laboratory Standards Institute, de la pharmacopée des États-Unis, et l'Organisation mondiale de la santé. Les produits normalisés sont utilisés par une multitude d'applications relatives à la vie des citoyens, y compris dans le développement de produits thérapeutiques et de diagnostic, le contrôle de la qualité de la nourriture, l'eau et des échantillons de l'environnement, ce qui rend le diagnostic médical précis.

## Services
Les activités de l'ATCC sont logées à Manassas, en Virginie. Les 11 700 m2 du bâtiment sont surveillés en permanence par le personnel de sécurité du site, et de l'énergie électrique est soutenue par des générateurs sur site. Le référentiel de l'installation occupe 1 700 m2 et contient 200 congélateurs pour stocker les biomatériaux, dont 65 en phase vapeur d'azote liquide, des congélateurs et 50 congélateurs mécaniques, ainsi que des chambres froides pour le stockage de 4 à 8 °C. Le référentiel est complété 3 300 m2 d'espace de laboratoire. L'ATCC occupe également 4 200 m2 sur le campus de l'Université de George Mason pour la recherche.
La communauté des utilisateurs de produits et services ATCC est internationale, et comprend des chercheurs dans les universités et les gouvernements, ainsi que l'industrie privée. Plus de 80 % de la clientèle (17 000 clients) de l'ATCC représentent les universités et l'industrie - 42 % des universités et collèges et 41 % de l'industrie privée. Les Gouvernements clients comprennent 6 % du total de l'organisation. Les trois-quarts des clients de l'ATCC sont originaires des États-Unis, tandis que les 25 % restants sont des clients internationaux. ATCC maintient des distributeurs autorisés en Europe, au Japon, en Australie, en Nouvelle-Zélande, Hong Kong, Singapour, Corée du Sud et de Taïwan, et fait d'autres expéditions internationales directement depuis ses installations en Virginie. Parmi les secteurs représentés dans sa clientèle clients on retrouve l'industrie pharmaceutique, la biotechnologie, les industries agricoles et de diagnostics, ainsi que des produits alimentaires, des boissons et des produits cosmétiques et les laboratoires d'essai et de référence.
L'ATCC a également d'étroites relations de travail avec plusieurs autres collections de culture, tels que NCPPB au Royaume-Uni, de l'ICMP en Nouvelle-Zélande, CFBP en France, BCCM / LMG en Belgique, IBSF au Brésil, DSMZ en Allemagne et d'autres.

## Approvisionnement de programme d'armement iraquien
ATCC a fourni des organisations irakiennes, y compris l'Université de Bagdad, en plusieurs agents pathogènes entre 1985 et 1989. Il s'agit notamment de Bacillus anthracis (l'agent causal de la maladie du charbon), la production de cultures de champignons Aspergillus (qui produit la mycotoxine aflatoxine), Brucella melitensis (provoquant la brucellose), Clostridium botulinum, Clostridium perfringens, E. coli et Salmonella-cholerae. 